# Lijst van winnaars van een Musical Award
Deze lijst geeft per jaar en per categorie de genomineerden en uiteindelijke prijswinnaars (vetgedrukt en als eerste genoemd) van de Musical Award en diens voorganger, de John Kraaijkamp Musical Award. De Awards worden uitgereikt sinds 2000.
Sinds 2004 wordt een onderscheid gemaakt tussen grote en kleine musicals naar aantal acteurs: klein was maximaal elf acteurs; in 2009 werd dat twaalf en in 2010 maximaal vijftien. 
Het aantal categorieën groeide van zeven in 2000 naar 22 in 2024.

## Categorieën per jaar
In onderstaande tabel geeft het getal onder Cat het aantal categorieën van dat jaar aan. De slash / scheidt de categorieën; g / k staat voor grote en kleine musical, waarbij ♀/♂ g / k duidt op vier categorieën: vrouwelijke en mannelijke rol in kleine en grote musical.
| Jaar | Cat.                                              | Hoofdrol                                          | Bijrol                                            | Talent                                            | Publieksprijs en sponsor                           | Oeuvreprijs en sponsor                            | Overige |
| ---- | ------------------------------------------------- | ------------------------------------------------- | ------------------------------------------------- | ------------------------------------------------- | -------------------------------------------------- | ------------------------------------------------- | --- |
| 2024 | 22                                                | ♀/♂ g / k                                         | ♀/♂                                               | talent                                            | musical: VriendenLoterij / familiemusical: Eventim |                                                   | choreografie / decor, toneelbeeld of projecties / ensemble / geluidsontwerp / kostuums, kap en grime / lichtontwerp / musical g / k / muziek en liedteksten / oorspronkelijk NL / regie / script en dialogen / vertaling     |
| 2023 | 21                                                | ♀/♂ g / k                                         | ♀/♂                                               | talent                                            | musical / familiemusical                           |                                                   | choreografie / decor, toneelbeeld en projecties / geluidsontwerp / kostuums, kap en grime / lichtontwerp / musical g / k / muziek, liedteksten en arrangementen / oorspronkelijk NL / regie / script en dialogen / vertaling |
| 2022 | 22                                                | ♀/♂ g / k                                         | ♀/♂                                               | talent                                            | musical / familiemusical                           | Oeuvre Award                                      | choreografie / decor, toneelbeeld en projecties / geluidsontwerp / kostuums, kap en grime / lichtontwerp / musical g / k / muziek, liedteksten en arrangementen / oorspronkelijk NL / regie / script en dialogen / vertaling |
| 2021 | Geen prijzen door coronacrisis in Nederland       | Geen prijzen door coronacrisis in Nederland       | Geen prijzen door coronacrisis in Nederland       | Geen prijzen door coronacrisis in Nederland       | Geen prijzen door coronacrisis in Nederland        | Geen prijzen door coronacrisis in Nederland       | Geen prijzen door coronacrisis in Nederland |
| 2020 | 14                                                | ♀/♂                                               | ♀/♂                                               | talent                                            | AD                                                 |                                                   | choreografie / musical g / k / muziek / regie / script, liedteksten en vertaling / Unieke prestatie / vormgeving en toneelbeeld                                                                                              |
| 2019 | 13                                                | ♀/♂                                               | ♀/♂                                               | talent                                            | AD                                                 |                                                   | choreografie / musical g / k / muziek en arrangementen / regie / script, liedteksten en vertaling / vormgeving en toneelbeeld                                                                                                |
| 2018 | 17                                                | ♀/♂ g / k                                         | ♀/♂ g / k                                         | talent                                            | musical                                            |                                                   | musical g / k / muziek en arrangementen / regie en choreografie / script, liedteksten en vertaling / Special Award / vormgeving en toneelbeeld                                                                               |
| 2017 | 17                                                | ♀/♂ g / k                                         | ♀/♂ g / k                                         | talent                                            | musical                                            | Oeuvre Award                                      | musical g / k / muziek en arrangementen / regie en choreografie / script, liedteksten en vertaling / vormgeving en toneelbeeld                                                                                               |
| 2016 | 17                                                | ♀/♂ g / k                                         | ♀/♂ g / k                                         | talent                                            | musical                                            | Oeuvre Award                                      | musical g / k / muziek en arrangementen / regie en choreografie / script, liedteksten en vertaling / vormgeving en toneelbeeld                                                                                               |
| 2015 | 17                                                | ♀/♂ g / k                                         | ♀/♂ g / k                                         | talent / talent junior                            | Eventim                                            |                                                   | musical g / k / muziek en arrangementen / regie en choreografie / script, liedteksten en vertaling / vormgeving en toneelbeeld                                                                                               |
| 2014 | Geen prijzen door koerswijziging of strubbelingen | Geen prijzen door koerswijziging of strubbelingen | Geen prijzen door koerswijziging of strubbelingen | Geen prijzen door koerswijziging of strubbelingen | Geen prijzen door koerswijziging of strubbelingen  | Geen prijzen door koerswijziging of strubbelingen | Geen prijzen door koerswijziging of strubbelingen |
| 2013 | 13                                                | ♀/♂ g / k                                         | ♀/♂ g / k                                         | talent                                            |                                                    |                                                   | |
| 2012 | Geen prijzen door koerswijziging of strubbelingen | Geen prijzen door koerswijziging of strubbelingen | Geen prijzen door koerswijziging of strubbelingen | Geen prijzen door koerswijziging of strubbelingen | Geen prijzen door koerswijziging of strubbelingen  | Geen prijzen door koerswijziging of strubbelingen | Geen prijzen door koerswijziging of strubbelingen |
| 2011 | 11                                                | ♀/♂ g / k                                         | ♀/♂ g / k                                         | talent                                            | ANWB g / k                                         |                                                   | |
| 2010 | 11                                                | ♀/♂ g / k                                         | ♀/♂ g / k                                         | talent                                            | ANWB g / k                                         |                                                   | |
| 2009 | 11                                                | ♀/♂ g / k                                         | ♀/♂ g / k                                         | talent                                            | ANWB g / k                                         |                                                   | |
| 2008 | 12                                                | ♀/♂ g / k                                         | ♀/♂ g / k                                         | talent                                            | ANWB g / k                                         | Oeuvre Award                                      | |
| 2007 | 14                                                | ♀/♂ g / k                                         | ♀/♂ g / k                                         | Nashuatec Award                                   | ANWB g / k                                         |                                                   | |
| 2006 | 15                                                | ♀/♂ g / k                                         | ♀/♂ g / k                                         | Nashuatec Award                                   | ANWB g / k                                         | Cubus Oeuvre Award                                | |
| 2005 | 14                                                | ♀/♂ g / k                                         | ♀/♂ g / k                                         | talent                                            | ANWB g / k                                         | Oeuvreprijs                                       | |
| 2004 | 11                                                | ♀/♂ g / k                                         | ♀/♂ g / k                                         | talent                                            | ANWB g / k                                         |                                                   | |
| 2003 | 8                                                 | ♀/♂                                               | ♀/♂                                               | talent                                            | ANWB                                               |                                                   | |
| 2002 | 9                                                 | ♀/♂                                               | ♀/♂                                               | talent ♀/♂                                        | ANWB                                               |                                                   | |
| 2001 | 7                                                 | ♀/♂                                               | ♀/♂                                               | talent ♀/♂                                        | ANWB                                               |                                                   | |
| 2000 | 7                                                 | ♀/♂                                               | ♀/♂                                               | talent ♀/♂                                        |                                                    | Cubus Oeuvre Award                                | |

## Genomineerden in 2024
De uitreiking vond plaats op woensdag 24 april 2024 in het AFAS Theater Leusden. De winnaars werden tijdens deze uitreiking bekendgemaakt.

### Beste grote musical
- Jesus Christ Superstar - Albert Verlinde Theater
- Het was Zondag in het Zuiden - Toneelgroep Maastricht
- MAMMA MIA! - De Graaf & Cornelissen Entertainment
- De man van La Mancha - Stichting Theateralliantie

### Beste kleine musical
- Melk - Stichting Nanoek
- De Mol en de Paradijsvogel - OpusOne
- Boni de musical - Stichting Doewet
- Ver van je bed - Oatmilk Studio

### Beste oorspronkelijk Nederlandse musical
- Melk - Stichting Nanoek
- De Mol en de Paradijsvogel - OpusOne
- Het was Zondag in het Zuiden - Toneelgroep Maastricht
- De Tocht - De Tocht B.V.
- Piaf - De Theater BV
- Boni de musical - Stichting Doewet
- De Hospita - MediaLane Theater
- Pride & Prejudice - Morssinkhof Terra Theaterproducties B.V.
- Mees Kees op Kamp - STENT Producties
- 100% Coco in New York - Morssinkhof Terra Theaterproducties B.V.
- Ver van je bed - Oatmilk Studio

### Beste vrouwelijke hoofdrol in een grote musical
- Brigitte Heitzer - MAMMA MIA!
- Shanna Slaap - Pretty Woman
- Lucretia van der Vloot - De man van La Mancha
- Renée van Wegberg - Het was Zondag in het Zuiden

### Beste vrouwelijke hoofdrol in een kleine musical
- Suzan Seegers - Piaf
- Lieke van den Broek - Melk
- Charlotte Dommershausen - Melk
- Jeannine la Rose - Boni de musical
- Silvana Rocha - Je, Anne
- Simone Kleinsma - De Hospita

### Beste mannelijke hoofdrol in een grote musical
- Lucas Hamming - Jesus Christ Superstar
- Buddy Vedder - Het was Zondag in het Zuiden
- Jeangu Macrooy - Jesus Christ Superstar
- René van Kooten - MAMMA MIA!

### Beste mannelijke hoofdrol in een kleine musical
- Laus Steenbeeke - De Mol en de Paradijsvogel
- Jonathan Demoor - Melk
- Juan Wells - Boni de musical
- Paul Groot - De Hospita

### Beste vrouwelijke bijrol
- Lottie Hellingman - De Hospita
- Renée de Gruijl - Ver van je bed
- Annick Boer - Ver van je bed
- Carolina Dijkhuizen - MAMMA MIA!
- Mariska van Kolck - Je, Anne

### Beste mannelijke bijrol
- Edwin Jonker - Jesus Christ Superstar
- Alex Klaasen - Jesus Christ Superstar
- Jules Avery - Jesus Christ Superstar
- Bart van Veldhoven - Ver van je bed
- Martijn Kardol - Ver van je bed

### Beste aanstormend talent
- Lisa Schol - Melk
- Silyan Elkattabi - De Mol en de Paradijsvogel
- Magtel de Laat - Jesus Christ Superstar
- Sem Konijn - Je, Anne

### Beste Ensemble
- MAMMA MIA!
- Boni de musical
- Jesus Christ Superstar
- Pretty Woman

### Beste regie
- Ivo van Hove - Jesus Christ Superstar
- Daniël Cohen - De Mol en de Paradijsvogel
- Anouk Beugels - Melk
- Stanley Burleson - Boni de musical

### Beste choreografie
- Roy Jonathans - Boni de Musical
- Chiara Re - MAMMA MIA!
- Eline Vroon - Pretty Woman
- Jan Martens - Jesus Christ Superstar

### Beste decor, toneelbeeld of projecties
- Luc Peumans (Painting with Light) / Robert Nieuwenhuis (ontwerp draaiende ijsvloer) - De Tocht
- Uri Rapaport en Michel van der Zijde - Het was Zondag in het Zuiden
- Eric van der Palen - MAMMA MIA!
- Jan Versweyveld - Jesus Christ Superstar

### Beste lichtontwerp
- Jan Versweyveld - Jesus Christ Superstar
- Pelle Herfst - Boni de musical
- Uri Rapaport - Het was Zondag in het Zuiden
- Coen van der Hoeven - MAMMA MIA!

### Beste geluidsontwerp
- Tom Gibbons - Jesus Christ Superstar
- Ray Elderman - Het was Zondag in het Zuiden
- Jan van Dijk - MAMMA MIA!
- Maarten Houdijk - De man van La Mancha

### Beste kostuums, kap en grime
- Meredith Joeroeja / Ilse Vermeulen - Boni de musical
- Cocky van Huijkelom - Pretty Woman
- Arno Bremers - MAMMA MIA!
- Cocky van Huijkelom - De Hospita

### Beste muziek en liedteksten
- Charlotte Dommershausen en Schrijverscollectief (Ianthe Mosselman, Sjaan Flikweert, Elisabeth van Nimwegen en Marijn Bellaard) - Melk
- Jan Groenteman en Daniël Cohen - De Mol en de Paradijsvogel
- Andrew Lloyd Webber en Tim Rice - Jesus Christ Superstar
- Ezra van Nassau en Maarten Hopman - Ver van je bed

### Beste script en dialogen
- Ianthe Mosselman, Sjaan Flikweert, Elisabeth van Nimwegen en Marijn Bellaard - Melk
- Daniël Cohen - De Mol en de Paradijsvogel
- Maarten Hopman - Ver van je bed
- Allard Blom - Piaf

### Beste vertaling
- Huub van der Lubbe - De man van La Mancha
- Jeremy Baker - MAMMA MIA!
- Frank Van Laecke - Je, Anne
- Sven Ratzke - Marlene

### VriendenLoterij Publieksprijs beste musical
- De Tocht

### Eventim Publieksprijs beste familiemusical
- De 3 Biggetjes

## Genomineerden en winnaars in 2023
De winnaars kregen de Musical Award op 15 mei uitgereikt tijdens het Musical Award Gala in het AFAS Circustheater Scheveningen.

### Beste grote musical
- Les Misérables - De Graaf & Cornelissen Entertainment
- Charlie and the Chocolate Factory - Stichting Theateralliantie
- Disney's AIDA - Stage Entertainment Nederland
- The Prom - De Graaf & Cornelissen Entertainment

### Beste kleine musical
- Sweeney Todd - MediaLane Theater
- Blind Date - De Theater B.V.
- Checkpoint Charlie - Goedemorgen Theaterproducties
- De regels van Floor - Senf Theaterproducties

### Beste Nederlandse oorspronkelijke musical
- Blind Date - De Theater B.V.
- Checkpoint Charlie - Goedemorgen Theaterproducties
- Dagboek van een Herdershond - Albert Verlinde Producties en Toneelgroep Maastricht
- De regels van Floor - Senf Theaterproducties
- Misfit de Musical - Morssinkhof Terra Theaterproducties

### Beste vrouwelijke hoofdrol in een grote musical
- Gaia Aikman - Disney's AIDA
- Nandi van Beurden - Dagboek van een Herdershond
- Pia Douwes - The Prom
- Danique Graanoogst - Grease

### Beste vrouwelijke hoofdrol in een kleine musical
- Brigitte Heitzer - Blind Date
- Valerie Curlingford - Sweeney Todd
- Desi van Doeveren - Before After
- Simone Kleinsma - Sweeney Todd

### Beste mannelijke hoofdrol in een grote musical
- Freek Bartels - Les Misérables
- Barry Beijer - The Prom
- William Spaaij - Dagboek van een Herdershond
- Remko Vrijdag - Charlie and the Chocolate Factory
- Milan van Waardenburg - Les Misérables

### Beste mannelijke hoofdrol in een kleine musical
- Hans Peter Janssens - Sweeney Todd
- Coen Bril - Before After
- Jonathan Demoor - Sweeney Todd
- Max Laros - De regels van Floor

### Beste vrouwelijke bijrol
- Esmée Dekker - Grease
- Vajèn van den Bosch - Les Misérables
- Sanne Franssen - Blind Date
- Nurlaila Karim - The Bodyguard
- Lone van Roosendaal - Sweeney Todd
- Suzan Seegers - Dagboek van een Herdershond

### Beste mannelijke bijrol
- Samir Hassan - Sweeney Todd
- Peter van Heeringen - Charlie and the Chocolate Factory
- Mark Roy Luykx - Les Misérables
- Yannick Plugers - Les Misérables

### Beste aanstormend talent
- Joes Brauers - Dagboek van een Herdershond
- Soraya Gerrits - The Prom
- Sem Gerritsma - Les Misérables
- Juliëtte van Tongeren - The Prom

### Beste regie
- Laurence Connor en James Powell - Les Misérables
- Frank Van Laecke - Sweeney Todd
- Naomi van der Linden - De regels van Floor
- Joep Onderdelinden - Blind Date

### Beste choreografie
- Daan Wijnands - Grease
- Darrell Grand Moultrie - Disney's AIDA
- Chiara Re - The Prom
- Pim Veulings - Charlie and the Chocolate Factory

### Beste decor, toneelbeeld en projecties
- Matt Kinley - Les Misérables
- Bob Crowley - Disney's AIDA
- Carla Janssen Höfelt - Sweeney Todd
- Arjen Klerkx - Charlie and the Chocolate Factory

### Beste lichtontwerp
- Paule Constable - Les Misérables
- Marc Heinz - Charlie and the Chocolate Factory
- Natasha Katz - Disney's AIDA
- Jordy Veenstra - De regels van Floor

### Beste geluidsontwerp
- Maarten Houdijk - Sweeney Todd
- Tony Gayle - Disney's AIDA
- Maarten Houdijk - Before After
- Mick Potter - Les Misérables

### Beste kostuums, kap en grime
- Matthijs van Bergen - Charlie and the Chocolate Factory
- Arno Bremers - Blind Date
- Arno Bremers - The Prom
- Bob Crowley - Disney's AIDA

### Beste muziek, liedteksten en arrangementen
- Stef Bos - Checkpoint Charlie
- André Breedland - Dagboek van een Herdershond
- Helmer Kant - Checkpoint Charlie
- Sam Verhoeven - Blind Date

### Beste script en dialogen
- Allard Blom - Blind Date
- André Breedland - Dagboek van een Herdershond
- Fleur van Greuningen - Checkpoint Charlie
- Marjon Hoffman en Ernst Jan van Rossen - De regels van Floor

### Beste vertaling
- Jurrian van Dongen - The Prom
- Rik van den Bos - Charlie and the Chocolate Factory
- Thomas van Luyn - Charlie and the Chocolate Factory
- Elly Scheele - Before After

### Publieksprijs beste musical
Les Misérables

### Publieksprijs beste familiemusical
Assepoester

## Genomineerden en winnaars in 2022
De winnaars kregen de Musical Award op 28 april uitgereikt tijdens het Musical Award Gala in Ahoy.

### Beste grote musical
- Disney's Aladdin - Stage Entertainment Nederland
- 14 de musical - Out of Office Producties
- TINA - De Tina Turner Musical - Stage Entertainment Nederland
- Titanic de Musical - De Graaf & Cornelissen Entertainment

### Beste kleine musical
- Rocky Horror Show - De Graaf & Cornelissen Entertainment
- Amélie - Morssinkhof Terra Theaterproducties
- Come From Away - Medialane Theater
- Spring Awakening - OpusOne

### Beste Nederlandse oorspronkelijke musical
- 14 de musical - Out of Office Producties
- 100% COCO - Morssinkhof Terra Theaterproducties
- Diana & Zonen - Medialane Theater
- ONE de Musical - ONE de Musical

### Beste vrouwelijke hoofdrol in een grote musical
- Nyassa Alberta - TINA - De Tina Turner Musical
- Myrthe Burger - 14 de Musical
- Nandi van Beurden - The Sound of Music
- Marlijn Weerdenburg - Diana & Zonen

### Beste vrouwelijke hoofdrol in een kleine musical
- Willemijn Verkaik - Come From Away
- Rosalie de Jong - Come From Away
- Marleen van der Loo - Come From Away
- Esmée Dekker - Rocky Horror Show

### Beste mannelijke hoofdrol in een grote musical
- Stanley Burleson - Disney's Aladdin
- Tobias Nierop - 14 de Musical
- Soy Kroon - ONE de Musical
- Richard Spijkers - Titanic de Musical

### Beste mannelijke hoofdrol in een kleine musical
- Sven Ratzke - Rocky Horror Show
- Ad Knippels - Come From Away
- Samir Hassan - Rocky Horror Show
- Luuk Haaze - Spring Awakening

### Beste vrouwelijke bijrol
- Dorien van Gent - Hij Gelooft in Mij
- Gerrie van der Klei - Diana & Zonen
- Annick Boer - Hij Gelooft in Mij
- Ellen Pieters - Rocky Horror Show

### Beste mannelijke bijrol
- Roberto de Groot - Disney's Aladdin
- Pepijn Schoneveld - 14 de Musical
- Darren van der Lek - Disney's Aladdin
- Raymond Kurvers - Rocky Horror Show

### Beste aanstormend talent
- Dave Rijnders - Disney's Aladdin
- Esmee Mardjan - The Sound of Music
- Suzanna Pleiter - 100% COCO
- Danique Graanoogst - Diana & Zonen

### Beste regie
- Antoine Uitdehaag - Come From Away
- Tom de Ket - 14 de Musical
- Casey Nicholaw - Disney's Aladdin
- Martin Michel - Rocky Horror Show

### Beste choreografie
- Casey Nicholaw - Disney's Aladdin
- Daan Wijnands - Come From Away
- Chiara Re - Rocky Horror Show
- Anthony van Laast - TINA - De Tina Turner Musical

### Beste decor, toneelbeeld en projecties
- Roos Veenkamp - Come From Away
- Bob Crowley - Disney’s Aladdin
- Eric van der Palen - Titanic de Musical
- Michiel Voet - 14 de Musical

### Beste lichtontwerp
- Coen van der Hoeven - Titanic de Musical
- Natasha Katz - Disney's Aladdin
- Marcel Visser en Niek Vos - Rocky Horror Show
- Bruno Poet - TINA - De Tina Turner Musical

### Beste geluidsontwerp
- Jan van Dijk - Titanic de Musical
- Erwin van den Broek - Amélie
- Maarten Houdijk - Come From Away
- Jan van Dijk - Rocky Horror Show

### Beste kostuums, kap en grime
- Arno Bremers - Titanic de Musical
- Gregg Barnes - Disney's Aladdin
- Arien de Vries - 14 de Musical
- Mark Thompson - TINA - De Tina Turner Musical

### Beste muziek, liedteksten en arrangementen
- Alan Menken - Disney's Aladdin
- Erik van der Horst - 14 de Musical
- Irene Sankoff & David Hein - Come From Away
- Ethan Popp - TINA - De Tina Turner Musical

### Beste script en dialogen
- Irene Sankoff & David Hein - Come From Away
- Daniël Cohen - 100% COCO
- Tom de Ket - 14 de Musical
- Katori Hall, Frank Ketelaar, Kees Prins - TINA - De Tina Turner Musical

### Beste vertaling
- Erik van Muiswinkel - Disney's Aladdin
- Daniël Cohen - Amélie
- Danny Westerweel - Come From Away
- Jeremy Baker - Rocky Horror Show

### Publieksprijs beste musical
- Disney's Aladdin - Stage Entertainment Nederland
- Soldaat van Oranje - NEW Productions
- TINA - De Tina Turner Musical - Stage Entertainment Nederland

### Publieksprijs beste familiemusical
- Belle en het Beest de Musical - Van Hoorne Entertainment
- Alice in Wonderland
- Ernst en Bobbie

### Oeuvre Award
- Pia Douwes

## Genomineerden en winnaars in 2020

### Beste grote musical
- Lazarus - Stage Entertainment Nederland
- Kinky Boots - De Graaf & Cornelissen Entertainment
- Anastasia - Stage Entertainment Nederland

### Beste kleine musical
- Fun Home - Opus One
- 't Schaep met de 5 Pooten - MORE Theater Producties
- Brugklas de Musical - Michiel Morssinkhof

### AD publieksprijs
- Anastasia

### Unieke prestatie
- Soldaat van Oranje

### Beste vrouwelijke hoofdrol
- Renée van Wegberg - Fun Home
- Eva Van der Gucht - 't Schaep met de 5 Pooten
- Tessa Sunniva van Tol - Anastasia

### Beste mannelijke hoofdrol
- Pieter Embrechts - Lazarus
- Daniel Cornelissen - Marvellous
- Ad Knippels - Fun Home
- Dragan Bakema - Lazarus
- Naidjim Severina - Kinky Boots

### Beste vrouwelijke bijrol
- Gerrie van der Klei - Anastasia
- Ellen Evers - Anastasia
- Vajèn van den Bosch - Kinky Boots
- Eva van Gessel - Annie
- Ellen Pieters - 't Schaep met de 5 Pooten

### Beste mannelijke bijrol
- Dennis Willekens - Kinky Boots
- Rolf Koster - Op Hoop van Zegen
- Ad Knippels - Anastasia
- René van Kooten - Anastasia
- Sjoerd Spruijt - Annie

### Aanstormend talent
- Dominique de Bont - Fun Home
- Jary Sluijter - Brugklas de Musical
- Juliana Zijlstra - Lazarus
- Iris Bakker - Fun Home
- Michael Muyderman - Annie

### Beste regie
- Ivo van Hove - Lazarus
- Anne de Blok - Brugklas de Musical
- Martin Michel - Kinky Boots
- Koen van Dijk - Fun Home
- Darko Tresnjak - Anastasia

### Beste choreografie
- Peggy Hickey - Anastasia
- Annie-B Parson - Lazarus
- Martin Michel - Kinky Boots

### Beste vormgeving/toneelbeeld
- Jan Versweyveld - Lazarus
- Eric Goossens - Fun Home
- Linda Cho - Anastasia
- Alexander Dodge - Anastasia
- Marjolein Ettema - Kinky Boots

### Beste script/liedteksten/vertaling
- Jurrian van Dongen - Kinky Boots
- Koen van Dijk - Fun Home
- Daniël Cohen - Brugklas de Musical
- Enda Walsh - Lazarus
- Harvey Fierstein - Kinky Boots

### Beste muziek
- Fons Merkies - Brugklas de Musical
- Marco Braam - Fun Home
- Henry Hey - Lazarus
- Cyndi Lauper - Kinky Boots
- Jeroen Sleyfer - Annie

## Genomineerden en winnaars in 2019
De winnaars kregen de Musical Award op 23 januari uitgereikt tijdens het Musical Award Gala in de RAI.

### Beste vrouwelijke hoofdrol
- Brigitte Heitzer - Evita[4]
- Naomi van der Linden - The Color Purple
- Pia Douwes - The Addams Family
- Plien van Bennekom - Selma Ann Louis
- Lone van Roosendaal - Expeditie Eiland

### Beste mannelijke hoofdrol
- René van Kooten - Evita
- Steyn de Leeuwe - Het Pauperparadijs
- Johnny Kraaijkamp jr. - The Addams Family
- Jon van Eerd - Charley de komische musical
- Dennis Willekens - The Full Monty

### Beste vrouwelijke bijrol
- Jeannine La Rose - The Color Purple
- Kim van Zeben - Woef Side Story
- Hilke Bierman - Mamma mia!
- Marjolein Teepen - The Addams Family
- Mylène d'Anjou - The Addams Family

### Beste mannelijke bijrol
- Laus Steenbeeke - Woef Side Story
- Kees Boot - All Stars
- Tony Neef - The Addams Family
- Raymond Paardekooper - The Addams Family
- Bas Hoeflaak - Selma Ann Louis

### Aanstormend talent
- Jochem Smit - You're the top
- Anne de Blok - Schuld-Thrillermusical
- Julia Herfst - The Full Monty
- Julia Nauta - Soof
- Ruth Sahertian - All Stars

### Beste script/liedteksten/vertaling
- Jon van Eerd - The Addams Family
- Tom de Ket - Het Pauperparadijs
- Nathan Vecht - Selma Ann Louis
- Daniël Cohen - Schuld-Thrillermusical
- Allard Blom - Expeditie Eiland

### Beste muziek/arrangementen
- Michael Reed - Charley de komische musical
- Lavalu - Het Pauperparadijs
- Paul Maassen - The Color Purple
- Fons Merkies - Schuld-Thrillermusical
- Rutger de Bekker - Expeditie Eiland

### Beste vormgeving/toneelbeeld
- Michiel Voet - Het Pauperparadijs
- Arien de Vries - Het Pauperparadijs
- Carla Janssen-Höfelt - The Addams Family
- Bobby Renooij - The Addams Family
- Thomas Rupert en Roos Veenkamp - Selma Ann Louis

### Beste choreografie
- Daan Wijnands - All Stars The musical
- Lonneke van Leth - Het Pauperparadijs
- Chiara Re - Evita
- Eline Vroon - Charley de komische musical
- Daan Wijnands - Woef Side Story

### Beste regie
- Paul Eenens - The Addams Family
- Pieter Kramer - Woef Side Story
- Pieter Kramer - Selma Ann Louis
- Koen van Dijk - The Color Purple
- Paul van Ewijk - Evita

### Beste grote musical
- The Addams Family - TEC Entertainment i.s.m. Theateralliantie
- Evita - De Graaf & Cornelissen Entertainment
- Woef Side Story - Theater Rotterdam

### Beste kleine musical
- Selma Ann Louis - Bos Theaterproducties en Theateralliantie
- Charley de komische musical - Prekpakhuis
- Schuld-Thrillermusical - Michiel Morssinkhof

### AD Publieksprijs beste musical
- The Lion King
- Soldaat van Oranje
- Mamma Mia!

## Genomineerden en winnaars in 2018
De winnaars kregen de Musical Award op 24 januari uitgereikt. De genomineerden werden in december 2017 bekendgemaakt.

### Beste vrouwelijke hoofdrol in een grote musical
- Simone Kleinsma - Was Getekend, Annie M.G. Schmidt
- Jelka van Houten - De Marathon
- Esmée Dekker - My Fair Lady

### Beste mannelijke hoofdrol in een grote musical
- Thomas Acda - Fiddler on the Roof
- John Buijsman - De Marathon
- William Spaaij - Was Getekend, Annie M.G. Schmidt

### Beste vrouwelijke hoofdrol in een kleine musical
- Renée van Wegberg - Liesbeth List
- Ellen Pieters - Adèle Conny Jasperina - De Grote Drie
- Lone van Roosendaal - The Bridges of Madison County

### Beste mannelijke hoofdrol in een kleine musical
- Stanley Burleson - From Sammy with Love
- Dick van den Toorn - Snorro, de gemaskerde held
- René van Kooten - The Bridges of Madison County

### Beste vrouwelijke bijrol in een grote musical
- Marjolijn Touw - Was Getekend, Annie M.G. Schmidt
- Nurlaila Karim - On Your Feet!
- Hanna van Vliet - Fiddler on the Roof
- Elise Schaap - Into the Woods

### Beste mannelijke bijrol in een grote musical
- Han Oldigs - My Fair Lady
- Jeremy Baker - Into the Woods
- Robbert van den Bergh - De Marathon

### Beste vrouwelijke bijrol in een kleine musical
- Annick Boer - The Bridges of Madison County
- Sylvia Poorta - Snorro, de gemaskerde held

### Beste mannelijke bijrol in een kleine musical
- Tibor Lukács - Snorro, de gemaskerde held
- Rolf Koster - Liesbeth List
- Han Oldigs - Snorro, de gemaskerde held

### Aanstormend talent
- Jacob de Groot - Fiddler on the Roof
- Vivian Panka - Shock, Thrillermusical
- Mylène en Rosanne Waalewijn - Tina
- Sarah Janneh - Fiddler on the Roof

### Beste script/liedteksten/vertaling
- Dick van den Heuvel - Was Getekend, Annie M.G. Schmidt
- Lars Boom/Ellen Pieters/Paul van Ewijk/Hans Cornelissen - Adèle Conny Jasperina - De Grote Drie
- Koen van Dijk - The Bridges of Madison County
- Jeremy Baker - Into the Woods
- Thomas Acda - De Marathon

### Beste muziek/arrangementen
- Thomas Acda/David Middelhoff - De Marathon
- Nico van der Linden - Adèle Conny Jasperina - De Grote Drie
- Marco Braam - The Bridges of Madison County
- Jeroen Sleyfer - Into the Woods
- Jeroen Sleyfer - Fiddler on the Roof

### Beste regie/choreografie
- Daan Wijnands - De Marathon
- Sergio Trujillo - On Your Feet!
- Paul Eenens - Was Getekend, Annie M.G. Schmidt
- Stanley Burleson - Was Getekend, Annie M.G. Schmidt
- Ruut Weissman - Fiddler on the Roof

### Beste vormgeving/toneelbeeld
- Marjolein Ettema - Into the Woods
- Dennis Slot - Fiddler on the Roof
- Sjoerd Kortekaas - Snorro, de gemaskerde held
- Ascon de Nijs - Watskeburt?!
- Marc Heinz - Into the Woods

### Special Award
- Ensemble On Your Feet

### Beste grote musical
- Was getekend, Annie M.G. Schmidt - Stage Entertainment Nederland
- De Marathon - KemnaSenf
- Fiddler on the Roof - Stichting Theateralliantie

### Beste kleine musical
- Adèle Conny Jasperina - De Grote Drie - De Graaf & Cornelissen Entertainment
- Snorro, de gemaskerde held - Theater Rotterdam
- The Bridges of Madison County - Opus One

### Publieksprijs beste musical
- The Lion King

## Genomineerden en winnaars in 2017
De winnaars kregen de Musical Award op 12 januari uitgereikt. De genomineerden werden in december 2016 bekendgemaakt.

### Vrouwelijke hoofdrol in een grote musical
- Vera Mann - Sweeney Todd
- Joanne Telesford - Amandla! Mandela
- Keja Klaasje Kwestro - De Gelaarsde Poes

### Mannelijke hoofdrol in een grote musical
- Alex Klaasen - De Gelaarsde Poes
- Danny de Munk - Ciske de Rat
- Jorrit Ruijs - The Lion King

### Vrouwelijke hoofdrol in een kleine musical
- Loes Luca - In de ban van Broadway
- Anne-Mieke Ruyten - Opvliegers
- Brigitte Heitzer - Nonsens

### Mannelijke hoofdrol in een kleine musical
- Stefan Rokebrand - Chez Brood
- Paul Groot - Robert Long
- Mike Weerts - Dansen met de vijand

### Vrouwelijke bijrol in een grote musical
- Marjolein Teepen - Sweeney Todd
- Eva Van der Gucht - Sky
- Ellen Evers - Ciske de Rat

### Mannelijke bijrol in een grote musical
- Freek Bartels - Beauty and the Beast
- Dick van den Toorn - De Gelaarsde Poes
- Steve Beirnaert - The Lion King

### Vrouwelijke bijrol in een kleine musical
- Bianca Krijgsman - In de ban van Broadway
- Rosa Reuten - Chez Brood
- Leny Breederveld - In de ban van Broadway

### Mannelijke bijrol in een kleine musical
- Jeremy Baker - Robert Long
- Owen Schumacher - Chez Brood
- Tibor Lukács - Chez Brood

### Aanstormend talent
- Silver Metz - Ciske de Rat
- Valéry van Gorp - Dansen met de vijand
- Lisse Knaapen - Sky
- Jeffrey Italiaander - Hair
- Gaia Aikman - The Lion King

### Beste script/liedteksten/vertaling
- Nathan Vecht - In de ban van Broadway
- Bart Chabot - Chez Brood
- Erris van Ginkel - Dansen met de vijand
- Alex Klaasen - De Gelaarsde Poes
- Don Duyns - De Gelaarsde Poes

### Beste muziek/arrangementen
- Jeroen Sleyfer - Ciske de Rat
- Ad van Dijk - Robert Long
- Jeroen Sleyfer - Chez Brood
- Fons Merkies - Vals
- Marco Braam - Sweeney Todd

### Beste regie/choreografie
- Pieter Kramer - De Gelaarsde Poes
- Victor Löw - Chez Brood
- Daan Wijnands - De Gelaarsde Poes
- Paul Eenens - Ciske de Rat
- Keone en Mariel Madrid - Sky

### Beste vormgeving/toneelbeeld
- Thomas Rupert - In de ban van Broadway
- Ascon de Nijs - Chez Brood
- Marc Heinz en Stefan Dijkman - In de ban van Broadway
- Niek Kortekaas - De Gelaarsde Poes
- Sabine Snijders - De Gelaarsde Poes

### Beste musical groot
- Ciske de Rat - Stage Entertainment Nederland
- De Gelaarsde Poes - RO Theater
- The Lion King - Stage Entertainment Nederland

### Beste musical klein
- Chez Brood - Bos Theaterproducties
- Dansen met de vijand - Stichting Janke Dekker Producties
- In de ban van Broadway - DeLaMar Theater

### Publieksprijs beste musical
- The Bodyguard

### Oeuvre Award
- Simone Kleinsma

## Genomineerden en winnaars in 2016

### Beste vrouwelijke hoofdrol in een grote musical
- Lone van Roosendaal - Heerlijk Duurt Het Langst
- Vera Mann - Hartsvrienden
- Hanna van Vliet - De Tweeling

### Beste mannelijke hoofdrol in een grote musical
- Wart Kamps – De Zere Neus Van Bergerac
- William Spaaij - De Tweeling
- Xander van Vledder - Willem Ruis, De Show Van Zijn Leven

### Beste vrouwelijke hoofdrol in een kleine musical
- Elise Schaap - De Terugkeer Van Hans & Grietje
- Desi van Doeveren - Ali Baba En De 40 Rovers
- Roos van Erkel - Het Meisje Met Het Rode Haar

### Beste mannelijke hoofdrol in een kleine musical
- Alex Klaasen - Kiss Of The Spider Woman
- Sander de Heer - Ali Baba En De 40 Rovers
- René van Kooten - Kiss Of The Spider Woman

### Beste vrouwelijke bijrol in een grote musical
- Sylvia Poorta - De Zere Neus Van Bergerac
- Bente van den Brand - Hartsvrienden
- Carolina Dijkhuizen - The Bodyguard

### Beste mannelijke bijrol in een grote musical
- Arjan Ederveen - De Zere Neus Van Bergerac
- Tommie Christiaan - Grease
- Bram Blankestijn - The Bodyguard

### Beste vrouwelijke bijrol in een kleine musical
- Annet Malherbe - De Terugkeer Van Hans & Grietje
- Kim van Zeben - Minoes
- Jeske Van de Staak - Rent

### Beste mannelijke bijrol in een kleine musical
- Mitch Wolterink - Rent
- Rop Verheijen - Minoes
- John ter Riet - Rent

### Aanstormend talent
- Romy Monteiro - The Bodyguard
- Renée de Gruijl - Rent
- Amir Vahidi - Rent
- Sarah Bannier - De Zere Neus Van Bergerac
- Guido Spek - Hartsvrienden

### Beste script/liedteksten/vertaling
- Lucas de Waard en Johan Timmers (script) - Willem Ruis, De Show Van Zijn Leven
- Alex Klaasen (liedteksten) - De Zere Neus Van Bergerac
- Jan Beuving (liedteksten) - Willem Ruis, De Show Van Zijn Leven
- Geert Lageveen en Leopold Witte (script) - De Terugkeer Van Hans & Grietje
- Koen van Dijk (vertaling) - Kiss Of The Spider Woman

### Beste muziek/arrangementen
- Ilse de Lange en JB Meijers (muziek) - De Tweeling
- Ad van Dijk (arrangementen) - The Bodyguard
- Ezra van Nassauw (arrangementen) - Rent
- Erik van der Horst (muziek) - De Terugkeer Van Hans & Grietje
- Frans Heemskerk (arrangementen) - Kiss Of The Spider Woman

### Beste regie/choreografie
- Geert Lageveen en Leopold Witte (regie) - De Terugkeer Van Hans & Grietje
- Daniël Cohen (regie) - Rent
- Pieter Kramer (regie) - De Zere Neus Van Bergerac
- Carline Brouwer (regie) - The Bodyguard
- Kim Duddy (choreografie) - The Bodyguard

### Beste vormgeving/toneelbeeld
- Dieuweke van Reij (decor/kostuums) - De Terugkeer Van Hans & Grietje
- Eric van der Palen (decor) - Heerlijk Duurt Het Langst
- Arno Bremers (kostuums) - Heerlijk Duurt Het Langst
- Carla Janssen Höfelt en Ad de Haan (decorbeeld) - The Bodyguard
- Cocky van Huijkelom (kostuums) - The Bodyguard

### Beste grote musical
- The Bodyguard
- De Zere Neus van Bergerac
- De Tweeling

### Beste kleine musical
- Rent
- De Terugkeer van Hans & Grietje
- Kiss Of The Spider Woman

### Publieksprijs beste musical
- Soldaat Van Oranje

### Oeuvre Award
- Joop van den Ende

## Genomineerden en winnaars in 2015

### Beste vrouwelijke hoofdrol in een grote musical
- Simone Kleinsma - Moeder, Ik Wil Bij De Revue
- Pia Douwes - Billy Elliot
- Anouk Maas - Flashdance
- Celinde Schoenmaker - Love Story

### Beste mannelijke hoofdrol in een grote musical
- Jon van Eerd - Moeder, Ik wil Bij De Revue
- Tim Driesen - Jersey Boys
- Bas Heerkens - Billy Elliot

### Beste vrouwelijke hoofdrol in een kleine musical
- Esther Maas - Putting It Together
- Birgit Schuurman - Vijftig Tinten... De Parodie
- Marjolein Teepen - De Kleine Blonde Dood

### Beste mannelijke hoofdrol in een kleine musical
- William Spaaij - De Kleine Blonde Dood
- Paul Groot - Putting It Together
- Tony Neef - Sonneveld

### Beste vrouwelijke bijrol in een grote musical
- Raymonde de Kuyper - Moeder, Ik Wil Bij De Revue
- Fenneke Dam - Moeder, Ik Wil Bij De Revue
- Marleen van der Loo - Love Story

### Beste mannelijke bijrol in een grote musical
- Dick Cohen - Love Story
- Steyn de Leeuwe - Waanzinnig Gedroomd
- Clayton Peroti - Dreamgirls
- Dennis Willekens - Billy Elliot

### Beste vrouwelijke bijrol in een kleine musical
- Brigitte Heitzer - Putting It Together
- Lynn Jansen - Een Wintersprookje
- Sylvia Poorta - Lang En Gelukkig
- Renée van Wegberg - Tick, Tick, Boom!

### Beste mannelijke bijrol in een kleine musical
- Gijs Naber - Lang En Gelukkig
- Thomas Cammaert - Sonneveld
- Frans van Deursen - De Kleine Blonde Dood
- Remy Koffijberg - Pippi Langkous

### Aanstormend talent
- Terence van der Loo - Een Wintersprookje en Moeder, Ik Wil Bij De Revue
- Aïcha Gill - Dreamgirls
- Nina van Overbruggen - Een Wintersprookje

### Aanstormend talent junior
- Carlos Puts - Billy Elliot
- Stijn van der Plas - De Kleine Blonde Dood
- Noah de Vos - Billy Elliot

### Beste script/liedteksten/vertaling
- Martine Bijl (vertaling/bewerking) - Billy Elliot
- Niek Barendsen (vertaling/bewerking) - Vijftig Tinten... De Parodie
- Jan Groenteman (liedteksten) - Een Wintersprookje
- Dick van den Heuvel (script) - De Kleine Blonde Dood
- Dick van den Heuvel en Sjoerd Kuyper (liedteksten) - De Kleine Blonde Dood

### Beste muziek/arrangementen
- Ad van Dijk (muziek) - De Kleine Blonde Dood
- Jan Groenteman (muziek/arrangementen) - Een Wintersprookje
- Frans Heemskerk (bewerking/arrangementen) - Love Story
- Martin Koch (muziek/arrangementen) - Billy Elliot
- Steve Orich (arrangementen) - Jersey Boys

### Beste regie/choreografie
- Peter de Baan (regie) - De Kleine Blonde Dood
- Peter Darling (choreografie) - Billy Elliot
- Marije Gubbels (regie) - Een Wintersprookje
- Jasper Verheugd (regie) - Vijftig Tinten... De Parodie
- Daan Wijnands (choreografie) - Moeder, Ik Wil Bij De Revue

### Beste vormgeving/toneelbeeld
- Carla Janssen Höfelt, Ad de Haan en Guus Verstraete (decor/toneelbeeld) - Moeder, Ik Wil Bij De Revue
- Cocky van Huijkelom (kostuums) - Moeder, Ik Wil Bij De Revue
- Niek Kortekaas (decor) - Lang En Gelukkig
- Eva Krammer en Elian Smits (kostuum/pruiken/make-up) - Een Wintersprookje
- Ian MacNeil (decor) - Billy Elliot

### Beste grote musical
- Billy Elliot
- Moeder, Ik Wil Bij De Revue

### Beste kleine musical
- De Kleine Blonde Dood
- Vijftig Tinten... De Parodie
- Een Wintersprookje

### Eventim Publieksprijs
- Soldaat Van Oranje
- Billy Elliot
- Sister Act

## Genomineerden en winnaars in 2013

### Beste vrouwelijke hoofdrol in een grote musical
- Chantal Janzen - Hij Gelooft In Mij
- Jenny Arean - Annie
- Simone Kleinsma - Sister Act
- Kim-Lian van der Meij - Shrek

### Beste mannelijke hoofdrol in een grote musical
- Martijn Fischer - Hij Gelooft In Mij
- Edwin Jonker - Sister Act
- William Spaaij - Shrek

### Beste vrouwelijke bijrol in een grote musical
- Doris Baaten - Hij Gelooft In Mij
- Christanne de Bruijn - Sister Act
- Tina de Bruin - Hij Gelooft In Mij

### Beste mannelijke bijrol in een grote musical
- Paul Groot - Shrek
- Hajo Bruins - Hij Gelooft In Mij
- Zjon Smaal - Sister Act

### Beste vrouwelijke hoofdrol in een kleine musical
- Maaike Martens - HEMA
- Lone van Roosendaal - Aspects Of Love
- Elise Schaap - Woef Side Story

### Beste mannelijke hoofdrol in een kleine musical
- Alex Klaasen - Woef Side Story
- Thomas Cammaert - HEMA
- Gijs Naber - Woef Side Story
- Ernst Daniël Smid - Aspects Of Love

### Beste vrouwelijke bijrol in een kleine musical
- Maaike Widdershoven - Aspects Of Love
- Joy Wielkens - Buddy, The Buddy Holly Story

### Beste mannelijke bijrol in een kleine musical
- Arjan Ederveen - Woef Side Story
- Lukas Smolders - Woef Side Story
- Simon Zwiers - Dik Trom

### Aanstormend talent
- Martin Snip - Woef Side Story
- Soy Kroon - Koning Van Katoren
- Nikki van Ostaijen - De Jantjes

### Beste creatieve prestatie in een grote musical
- Marc Heinz (lichtontwerp) - Shrek
- Bob Crowley (decor & kostuums) - The Little Mermaid
- Frank Ketelaar en Kees Prins (script) - Hij Gelooft In Mij
- Ruut Weissman (regie) - Hij Gelooft In Mij

### Beste creatieve prestatie in een kleine musical
- Erik Bosman en Tamar Stalenhoef (kostuums) - Woef Side Story
- Jos Groenier (decor) - Aspects Of Love
- Alex Klaasen (liedteksten) - Woef Side Story
- Theun Plantinga (regie) - Koning Van Katoren

### Beste grote musical
- Hij Gelooft in Mij
- Shrek
- Sister Act

### Beste kleine musical
- Woef Side Story
- Aspects of Love

## Genomineerden en winnaars in 2011

### Beste vrouwelijke hoofdrol in een grote musical
- Lone van Roosendaal - Zorro
- Chantal Janzen - Petticoat
- Kim-Lian van der Meij - Legally Blonde
- Marjolein Teepen - We Will Rock You

### Beste mannelijke hoofdrol in een grote musical
- Jon van Eerd - La Cage Aux Folles
- Freek Bartels - Petticoat
- Stanley Burleson - La Cage Aux Folles
- Matteo van der Grijn - Soldaat van Oranje

### Beste vrouwelijke bijrol in een grote musical
- Marjolijn Touw - Petticoat
- Cindy Bell - Legally Blonde
- Michelle Splietelhof - Zorro

### Beste mannelijke bijrol in een grote musical
- Hajo Bruins - Petticoat
- Tijn Docter - Soldaat Van Oranje
- Roon Staal - Petticoat

### Beste vrouwelijke hoofdrol in een kleine musical
- Abke Bruins - Je Anne
- Hilke Bierman - Volendam
- Joke de Kruijf - 1953
- Marleen van der Loo - 1953

### Beste mannelijke hoofdrol in een kleine musical
- Alex Klaasen - Toon
- Thom Hoffman - Je Anne
- René van Kooten - Urinetown
- Marcel Smid - 1953

### Beste vrouwelijke bijrol in een kleine musical
- Henriëtte Tol - Spring Awakening
- Tina de Bruin - Toon
- Ellis van Laarhoven - Urinetown

### Beste mannelijke bijrol in een kleine musical
- Ad Knippels - Spring Awakening
- Jan Elbertse - Toon
- Rop Verheijen - Urinetown

### Aanstormend talent
- Michelle van de Ven - Spring Awakening
- Ton Sieben - Spring Awakening
- Jasper Stokman - Spring Awakening

### ANWB Publieksprijs voor de beste grote musical
- Petticoat!

### ANWB Publieksprijs voor de beste kleine musical
- Urinetown

## Genomineerden en winnaars in 2010

### Beste vrouwelijke hoofdrol in een grote musical
- Mariska van Kolck - Chicago
- Brigitte Heitzer - Love Me Tender
- Lone van Roosendaal - Mamma Mia!
- Sophia Wezer - Amandla! Mandela!

### Beste mannelijke hoofdrol in een grote musical
- William Spaaij - Mary Poppins
- Peter Bolhuis - Amandla! Mandela!
- René van Kooten - Love Me Tender
- Rutger le Poole - Mamma Mia!

### Beste vrouwelijke bijrol in een grote musical
- Maike Boerdam - Mary Poppins
- Cindy Bell - Hairspray
- Anouk van Nes - Mamma Mia!
- Marjolijn Touw - Mary Poppins

### Beste mannelijke bijrol in een grote musical
- Marcel Visscher - Hairspray
- Hugo Haenen - Mary Poppins
- Peter Lusse - Chicago
- Joey Schalker - Love Me Tender

### Beste vrouwelijke hoofdrol in een kleine musical
- Suzan Seegers - Urinetown
- Annick Boer - Ja Zuster, Nee Zuster
- Heddy Lester - Dromen... Zijn Bedrog
- Vera Mann - Dromen... Zijn Bedrog

### Beste mannelijke hoofdrol in een kleine musical
- Zjon Smaal - The Full Monty
- René van Kooten - Urinetown
- Jamai Loman - Urinetown
- Remko Vrijdag - Dromen... Zijn Bedrog

### Beste vrouwelijke bijrol in een kleine musical
- Jelka van Houten - Dromen... Zijn Bedrog
- Ellen Evers - The Full Monty
- Bettina Berger - The Full Monty
- Dorien Haan - Ja Zuster, Nee Zuster

### Beste mannelijke bijrol in een kleine musical
- Vincent de Lusenet - The Full Monty
- Han Oldigs - The Full Monty en Urinetown
- Zjon Smaal - Urinetown

### Aanstormend talent
- Noortje Herlaar - Mary Poppins en Urinetown
- Esmée van Kampen - Hairspray
- Joël de Tombe - Dromen... Zijn Bedrog

### ANWB Publieksprijs voor de beste grote musical
- Joseph and the Amazing Technicolor Dreamcoat

### ANWB Publieksprijs voor de beste kleine musical
- Ja Zuster, Nee Zuster

## Genomineerden en winnaars in 2009

### Beste vrouwelijke hoofdrol in een grote musical
- Simone Kleinsma - Sunset Boulevard
- Kim-Lian van der Meij - Footloose
- Wieneke Remmers - The Sound of Music
- Renée van Wegberg -  Joseph and the Amazing Technicolor Dreamcoat

### Beste mannelijke hoofdrol in een grote musical
- William Spaaij - Footloose
- Freek Bartels - Joseph and the Amazing Technicolor Dreamcoat
- Antonie Kamerling - Sunset Boulevard
- Henk Poort - Anatevka

### Beste vrouwelijke bijrol in een grote musical
- Pamela Teves - Cabaret
- Talita Angwarmasse - Footloose
- Marleen van der Loo - Footloose
- Jackie van Oppen - The Sound of Music

### Beste mannelijke bijrol in een grote musical
- Jeroen Phaff - Footloose
- Johnny Kraaijkamp jr. - Cabaret
- Roy Kullick - Footloose
- Paul Walthaus - Joseph and the Amazing Technicolor Dreamcoat

### Beste vrouwelijke hoofdrol in een kleine musical
- Liesbeth List - Piaf
- Hilke Bierman - Op Hoop van Zegen
- Catherine ten Bruggencate - Brandende Liefde
- Lone van Roosendaal - The Wild Party

### Beste mannelijke hoofdrol in een kleine musical
- Urvin Monte - Five Guys Named Moe
- Charly Luske - Op Hoop van Zegen
- Alex Klaasen - The Wild Party
- Jasper Taconis – Five Guys Named Moe

### Beste vrouwelijke bijrol in een kleine musical
- Esther Roord - Piaf
- Jennifer van Brenk - Hera
- Maria Noë - Pippi zet de boel op stelten!

### Beste mannelijke bijrol in een kleine musical
- Milan van Weelden - Man van La Mancha
- Ivo Chundro - The Wild Party
- Ara Halici - Piaf

### Aanstormend talent
- Anouk Maas - The Sound of Music
- Tommie Christiaan - High School Musical
- Timo Descamps - Kruistocht in Spijkerbroek
- Na-Young Jeon - High School Musical
- Nadine Nijman - Footloose

### ANWB Publieksprijs voor de beste grote musical
- Les Misérables

### ANWB Publieksprijs voor de beste kleine musical
- Piaf

## Genomineerden en winnaars in 2008

### Beste vrouwelijke hoofdrol in een grote musical
- Mariska van Kolck - Ciske de Rat
- Anita Davis - Bubbling Brown Sugar
- Brigitte Heitzer - Evita
- Miranda van Kralingen - Kuifje: De Zonnetempel
- Kim-Lian van der Meij - Fame

### Beste mannelijke hoofdrol in een grote musical
- René van Kooten - Les Misérables
- Stanley Burleson - Evita
- Bill van Dijk - Pinokkio
- Wim Van Den Driessche - Les Misérables
- Danny de Munk - Ciske de Rat

### Beste vrouwelijke bijrol in een grote musical
- Marjolijn Touw - Ciske de Rat
- Marjolein Algera - Les Misérables
- Talita Angwarmasse - Fame
- Doris Baaten - Fame

### Beste mannelijke bijrol in een grote musical
- Jamai Loman - Les Misérables
- Hajo Bruins - Ciske de Rat
- René van Kooten - Into The Woods
- William Spaaij - Fame

### Beste vrouwelijke hoofdrol in een kleine musical
- Ruth Jacott - Billie Holiday
- Mieke Dijkstra - De Fabeltjeskrant
- Ellen Pieters - Verplichte Figuren
- Danielle Veneman - Shhh....It Happens!

### Beste mannelijke hoofdrol in een kleine musical
- Alex Klaasen - Verplichte Figuren
- Arjan Ederveen - The Fantasticks
- Frank Lammers - Route 66
- Karel Simons - De Brief Voor De Koning

### Beste vrouwelijke bijrol in een kleine musical
- Martine de Jager - Verplichte Figuren
- Samora Bergtop - Billie Holiday
- Rick Nicolet - Route 66

### Beste mannelijke bijrol in een kleine musical
- Arie Cupé - De Fabeltjeskrant
- Peter van Rooijen - Verplichte Figuren
- Martin Stritzko - De Fabeltjeskrant

### Aanstormend talent
- Freek Bartels - Into The Woods en Les Misérables
- Jette Carolijn van den Berg - Dirty Dancing
- Anne Deliën - Pinokkio
- Jeroen Robben - The Fantasticks

### ANWB Publieksprijs voor de beste grote musical
- Tarzan

### ANWB Publieksprijs voor de beste kleine musical
- De Fabeltjeskrant

### Oeuvre Award
- Annie M.G. Schmidt en Harry Bannink (postuum)

## Genomineerden en winnaars in 2007

### Beste vrouwelijke hoofdrol in een grote musical
- Céline Purcell - My Fair Lady
- Chantal Janzen - Tarzan
- Nurlaila Karim - The Wiz
- Ellen Pieters - Wat Zien Ik?!
- Wieneke Remmers - Rembrandt

### Beste mannelijke hoofdrol in een grote musical
- Henk Poort - Rembrandt
- Thom Hoffman - My Fair Lady
- Jasper Kerkhof - Chess
- Danny de Munk - The Wiz

### Beste vrouwelijke bijrol in een grote musical
- Cystine Carreon - Grease
- Hilke Bierman - Wat Zien Ik?!
- Anouk van Nes - Cats
- Marjolijn Touw - The Wiz

### Beste mannelijke bijrol in een grote musical
- Clayton Peroti - Tarzan
- Arie Cupé - Wat Zien Ik?!
- Roberto de Groot - Cats
- Martin Stritzko - Grease

### Beste vrouwelijke hoofdrol in een kleine musical
- Birgit Schuurman - The Last 5 Years
- Kim-Lian van der Meij - Doe Maar
- Eva Poppink - Nijntje Op Vakantie
- Vanessa Timmermans - Honk!

### Beste mannelijke hoofdrol in een kleine musical
- Daniël Boissevain - Doe Maar
- Ivo Chundro - Honk!
- Willem-Jan Stouthart - Kikker in de wolken
- Nico de Vries - Jungle Boek

### Beste vrouwelijke bijrol in een kleine musical
- Annick Boer - Doe Maar
- Sabine Beens - Honk!
- Lenette van Dongen - Doe Maar

### Beste mannelijke bijrol in een kleine musical
- Jan Elbertse - Doe Maar
- Ara Halici - Honk!
- Jan Rot - Doe Maar

### Beste creatieve prestatie
- Matthew Ryan - My Fair Lady
- Martin Michel - Grease
- Jos Thie - Doe Maar
- Sergio Trujillo - Tarzan

### Beste inhoudelijke prestatie
- Pieter van de Waterbeemd - Doe Maar
- Martine Bijl - Tarzan
- Phil Collins - Tarzan
- Frans Mulder en Allard Blom - Wat Zien Ik?!

### Beste ontwerper
- Jan Aarntzen - Rembrandt
- Pichón Baldinu - Tarzan
- Bob Crowley - Tarzan
- Sjoerd Didden - The Wiz

### Nashuatec Musical Award voor aanstormend talent
- Ron Link - Tarzan
- Mieke Dijkstra - Chess
- Dorien Haan - Doe Maar
- Bart Rijnink - Doe Maar
- William Spaaij - Grease

### ANWB Publieksprijs voor de beste grote musical
- The Wiz

### ANWB Publieksprijs voor de beste kleine musical
- Doe Maar

## Genomineerden en winnaars in 2006

### Beste vrouwelijke hoofdrol in een grote musical
- Lone van Roosendaal - Sweet Charity
- Chantal Janzen - Beauty & the Beast
- Casey Francisco - Jesus Christ Superstar
- Anne Wil Blankers - Cabaret

### Beste mannelijke hoofdrol in een grote musical
- Ara Halici - Cabaret
- Carlo Boszhard - Beauty & the Beast
- Tony Neef - Sweet Charity
- Martin van der Starre - Jesus Christ Superstar

### Beste vrouwelijke bijrol in een grote musical
- Frédérique Sluyterman van Loo - Cabaret
- Nicole Berendsen - Beauty & the Beast
- Carolina Mout - Beauty & the Beast
- Sophia Wezer - Sweet Charity

### Beste mannelijke bijrol in een grote musical
- Johnny Kraaijkamp jr. - Pietje Bell
- Raymond Kurvers - Annie
- Jeroen Phaff - Jesus Christ Superstar
- Jamai Loman - Jesus Christ Superstar

### Beste vrouwelijke hoofdrol in een kleine musical
- Jelka van Houten - Turks Fruit
- Plien van Bennekom - Jan, Jans en de kinderen
- Ruth Kahman - Muis

### Beste mannelijke hoofdrol in een kleine musical
- Jos Brink - Als Op Het Leidseplein...
- Marijn Klaver - Pluk Redt de Dieren
- Antonie Kamerling - Turks Fruit

### Beste vrouwelijke bijrol in een kleine musical
- Irene Kuiper - Als Op Het Leidseplein...
- Kim van Zeben - Jan, Jans en de kinderen
- Joanne Swaan - Pluk Redt de Dieren

### Beste mannelijke bijrol in een kleine musical
- Alex Klaasen - Jan, Jans en de kinderen
- Han Oldigs - Als Op Het Leidseplein...
- Sjoerd Pleijsier - Turks Fruit

### Beste tekst, muziek of bewerking
- Sjoerd Kuyper (liedteksten) - Turks Fruit
- Daniël Cohen (vertaling) - Cabaret
- Dick van den Heuvel en Koen van Dijk (script) - Als Op Het Leidseplein...

### Beste realisatie
- Paul Eenens (regie) - Jesus Christ Superstar
- Gijs de Lange (regie) - Jan, Jans en de kinderen
- Peter de Baan (regie/dramaturgie) - Turks Fruit

### Beste ontwerp
- Jos Groenier (decor) - Jesus Christ Superstar
- Arno Bremers (decor) - Pietje Bell
- Uri Rapaport (licht) - Jesus Christ Superstar

### Nashuatec Musical Award voor aanstormend talent
- Esther van Boxtel - Sweet Charity
- Jurko van Veenendaal - Jesus Christ Superstar

### ANWB Publieksprijs voor de beste grote musical
- Beauty & the Beast

### ANWB Publieksprijs voor de beste kleine musical
- Turks Fruit

### Cubus Oeuvre Award
- Björn Ulvaeus (ABBA)

## Genomineerden en winnaars in 2005

### Beste vrouwelijke hoofdrol in een grote musical
- Vera Mann - Passion
- Joke de Kruijf - Crazy For You
- Kim-Lian van der Meij - De Kleine Zeemeermin
- Wieneke Remmers - De Jantjes

### Beste vrouwelijke hoofdrol in een kleine musical
- Veerle Baetens - Pippi Langkous
- Christa Lips - Kleine Ezel
- Ann de Winne - Portret van een Verloren Lente

### Beste mannelijke hoofdrol in een grote musical
- Stanley Burleson - Passion
- Dick Cohen - Crazy For You
- René van Kooten - Hair
- Dennis Overeem - De Jantjes

### Beste mannelijke hoofdrol in een kleine musical
- David Verbeeck - Portret van een Verloren Lente

### Beste vrouwelijke bijrol in een grote musical
- Chantal Janzen - Crazy For You
- Sylvia Alberts - De Jantjes
- Pia Douwes - Passion
- Marleen van der Loo - Hello Dolly!

### Beste vrouwelijke bijrol in een kleine musical
- Lieneke le Roux - Pippi Langkous

### Beste mannelijke bijrol in een grote musical
- Erik Brey - Hamelen
- Thijs van Aken en Ton Peters - De Kleine Zeemeermin
- Dick Schaar - De Jantjes
- Barend van Zon - Hello Dolly!

### Beste mannelijke bijrol in een kleine musical
- Michele Tesoro - Pippi Langkous
- Rein Hofman - Pippi Langkous
- Rop Verheijen - De Zevensprong

### Beste creatieve prestatie
- Niek Kortekaas - Pippi Langkous
- Jos Groenier - Passion
- Piet de Koninck en Hartwig Dobbertin - De kleine Zeemeermin
- Yan Tax en Cocky van Huijkelom - Passion

### Beste inhoudelijke creatie
- Paul Eenens - Passion
- Dick Hauser - De Jantjes
- Daniël Cohen - Passion
- Willem Ennes - De Jantjes
- Rindert Kromhout - Kleine Ezel
- Susan Stroman en Angelique Ilo - Crazy For You

### Aanstormend talent
- Jamai Loman - Hello Dolly!
- Paul Boereboom - Love Me Just A Little Bit More
- Jasmijn Utermark - Schudden tot het Sneeuwt

### ANWB Publieksprijs voor de beste grote musical
- The Lion King
- Crazy for You
- Hair

### ANWB Publieksprijs voor de beste kleine musical
- Pippi Langkous
- Life is a Cabaret
- Nijntje is er weer

### Oeuvreprijs
- Jos Brink en Frank Sanders

## Genomineerden en winnaars in 2004

### Beste vrouwelijke hoofdrol in een grote musical
- Simone Kleinsma - Mamma Mia!
- Hilke Bierman - Alleen op de wereld
- Ellen Pieters - Merrily We Roll Along

### Beste mannelijke hoofdrol in een grote musical
- Ara Halici - Merrily We Roll Along
- Hein van der Heijden - The Lion King
- Jan Schepens - Merrily We Roll Along

### Beste vrouwelijke hoofdrol in een kleine musical
- Vera Mann - In de schaduw van Brel
- Annick Boer - Dolfje Weerwolfje
- Lottie Hellingman - De scheepsjongens van Bontekoe
- Eva Poppink - Nijntje is er weer

### Beste mannelijke hoofdrol in een kleine musical
- Rob van de Meeberg - In de schaduw van Brel
- Frans van Deursen - De scheepsjongens van Bontekoe
- Jon van Eerd - Nonsens Lieve Heren

### Beste vrouwelijke bijrol in een grote musical
- Nomvula Dlamini - The Lion King
- Doris Baaten - Mamma Mia!
- Ann Van den Broeck - Merrily We Roll Along
- Ellen Evers - Mamma Mia!
- Loeki Knol - Kunt u mij de weg naar Hamelen vertellen, mijnheer?

### Beste mannelijke bijrol in een grote musical
- Laus Steenbeeke - The Lion King
- Hajo Bruins - Mamma Mia!
- Marcel Jonker - The Lion King
- Marc Krone - Merrily We Roll Along
- Paul Vaes - Romeo & Julia

### Beste vrouwelijke bijrol in een kleine musical
- Margot van Doorn - Nijntje is er weer
- Chiara Tissen - De scheepsjongens van Bontekoe
- Kim van Zeben - Pluk van de Petteflet

### Beste mannelijke bijrol in een kleine musical
- Stephen Stephanou - Eternity
- Jimmy Hutchinson - Jungleboek, Mowgli en het Regenwoud
- Wil van der Meer - Pluk van de Petteflet

### Aanstormend talent
- Céline Purcell - Mamma Mia!
- Giovanni Kemper - The Lion King
- Marijn Klaver - De scheepsjongens van Bontekoe
- Kim-Lian van der Meij - Kunt u mij de weg naar Hamelen vertellen, mijnheer?

### ANWB Publieksprijs voor de beste kleine musical
- Pluk van de Petteflet
- Dolfje Weerwolfje
- Het Hemelbed
- De scheepsjongens van Bontekoe

### ANWB Publieksprijs voor de beste grote musical
- Mamma Mia!
- 3 Musketiers
- Kunt u mij de weg naar Hamelen vertellen, mijnheer?
- The Sound of Music

## Genomineerden en winnaars in 2003

### Beste vrouwelijke hoofdrol
- Maaike Widdershoven - The Sound Of Music
- Pia Douwes - 3 Musketiers
- Simone Kleinsma - Fosse
- An Lauwereins - She Loves Me

### Beste mannelijke hoofdrol
- Hugo Haenen - The Sound Of Music
- Ivo Chundro - Alladin
- Hein van der Heijden - Sinatra: That’s Life!
- Bastiaan Ragas - 3 Musketiers

### Beste vrouwelijke bijrol
- Ellen Evers - 3 Musketiers
- Annick Boer - Nonsens
- Myriam Bronzwaar - She Loves Me
- Anne-Mieke Ruyten - The Sound Of Music

### Beste mannelijke bijrol
- Roberto de Groot - Tijl Uilenspiegel
- Cees Geel - 3 Musketiers
- Jimmy Hutchinson - Alladin
- Addo Kruizinga - Doornroosje

### Aanstormend talent
- Marjolein Teepen - Tijl Uilenspiegel
- Tooske Breugem - 3 Musketiers
- Oren Schrijver - Home

### Beste ontwerp
- Jeroen ten Brinke - 3 Musketiers en The Sound Of Music
- Arno Bremers - She Loves Me
- Erik van der Palen - The Sound Of Music
- Yan Tax - 3 Musketiers

### Beste inhoudelijke creatie
- Dick Feld - Kikker
- Paul Eenens - The Sound Of Music
- Frank Van Laecke - She Loves Me

### ANWB Publieksprijs voor beste musical
- Saturday Night Fever
- Copacabana
- Fosse
- The Sound of Music

## Genomineerden en winnaars in 2002

### Beste mannelijke hoofdrol
- Bastiaan Ragas - Aida
- Jos Brink - Sonneveld
- Joost de Jong - Saturday Night Fever
- Danny de Munk - Titanic

### Beste vrouwelijke hoofdrol
- Jasperina de Jong - Marlene Dietrich
- Chris Lomme - A Little Night Music
- Vera Mann - Peter Pan
- Antje Monteiro - Aida

### Beste mannelijke bijrol
- Jeroen Phaff - De Griezelbus
- Dick Cohen - Titanic
- Rolf Koster - Rocky over the Rainbow
- Frans Mulder - Sonneveld

### Beste vrouwelijke bijrol
- Frédérique Sluyterman van Loo - A Little Night Music
- Kirsten Cools - A Little Night Music
- Alexandra van Marken - Grace
- Smadar Monsinos - De Griezelbus

### Aanstormend mannelijk talent
- Hein Gerrits - A Chorus Line
- Marlon David Henry - Aida

### Aanstormend vrouwelijk talent
- Chantal Janzen - Saturday Night Fever
- Hilke Bierman - Sonneveld
- Carice van Houten - Foxtrot

### Beste vertaling
- Martine Bijl - Aida
- Allard Blom - A Little Night Music
- Daniël Cohen - Titanic
- Coot van Doesburgh - A Chorus Line

### Beste Nederlandse acteur in het buitenland
- Pia Douwes (Essen, Duitsland) - Elisabeth
- Gino Emnes (Hamburg, Duitsland) - Der König der Löwen
- Maya Hakvoort (Wenen, Oostenrijk) - Jekyll & Hyde
- Henk Poort (Antwerpen, België) - Kuifje
- Daan Wijnands (Londen, Engeland) - Chicago

### ANWB publieksprijs voor beste musical
- Aida
- Nijntje
- Saturday Night Fever
- Titanic

## Genomineerden en winnaars in 2001

### Beste vrouwelijke hoofdrol
- Nurlaila Karim - Rent
- Vera Mann - Diana
- Janke Dekker - The Hired Man
- Lottie Hellingman - Koning van Katoren
- Joke de Kruijf - Little Shop of Horrors

### Beste mannelijke hoofdrol
- Jan Schepens - The Hired Man
- Duncan Anepool - Boyband
- Jon van Eerd - There's no business like showbusiness
- Jim de Groot - Rent
- Thomas van Luyn - Little Shop of Horrors

### Beste vrouwelijke bijrol
- Ellis van Laarhoven - Rent
- Maya Hakvoort - There's no business like showbusiness
- Gerrie van der Klei - 42nd Street
- Mariska van Kolck - 42nd Street
- Chiara Tissen - Koning van Katoren

### Beste mannelijke bijrol
- Edwin Jonker - Rent
- Frans van Deursen - Koning van Katoren
- Bill van Dijk - Little Shop of Horrors
- Hugo Haenen - 42nd Street
- Johnny Kraaijkamp jr. - Boyband

### Aanstormend vrouwelijk talent
- Angela Schijf - 42nd Street
- Maike Boerdam - The Hired Man
- Wieneke Remmers - The Hired Man

### Aanstormend mannelijk talent
- Pepijn Gunneweg - Koning van Katoren
- Axel de Graaf - Boyband
- Jurgen Stein - Rent

### ANWB Publieksprijs voor beste musical
- Elisabeth

## Genomineerden en winnaars in 2000

### Beste vrouwelijke hoofdrol
- Liesbeth List - Piaf
- Pia Douwes - Elisabeth
- Simone Kleinsma - Chicago
- Mariska van Kolck - Oliver!

### Beste mannelijke hoofdrol
- Stanley Burleson - Elisabeth
- Arjan Ederveen - Oliver!
- Willem Nijholt - Oliver!
- Jan Schepens - Company
- Frans Schraven - De Klokkenluider van de Notre Dame

### Beste vrouwelijke bijrol
- Myriam Bronzwaar - Company
- Metta Gramberg - Piaf
- Smadar Monsinos - Fame
- Anne-Mieke Ruyten - Tsjechov

### Beste mannelijke bijrol
- Dick Cohen - Tsjechov
- Hans van Gelder - Company
- Addo Kruizinga - Elisabeth
- Serge-Henri Valcke - Chicago

### Aanstormend vrouwelijk talent
- Sophia Wezer - Chicago
- Anne-Marie Jung - Tsjechov
- Ellis van Laarhoven - Chicago

### Aanstormend mannelijk talent
- Daan Wijnands - Chicago
- Gino Emnes - Fame
- Jurgen Stein - Elisabeth

### Cubus Oeuvre Award
- Willem Nijholt